# Alliance des jeunes entrepreneurs du G20
Ne doit pas être confondu avec G20.
L’Alliance des jeunes entrepreneurs du G20 (en anglais, G20 Young Entrepreneurs’ Alliance - G20 YEA) est une organisation internationale regroupant d'autres organisations qui travaillent à la promotion et à l’avancement de l’entrepreneuriat dans les pays du G20. Elle compte dans ses rangs plus de 500 000 jeunes entrepreneurs.

## Historique
Un premier sommet préparatoire réunissant diverses organisations des pays du G8 eut lieu à Stresa, en Italie, en 2009. Le  premier sommet réunissant cette fois diverses organisations des pays du G20 s'est tenu à Toronto, au mois de juin, l'année suivante et présidé par Vivian Prokop (en) dont elle fut l'une des fondatrices. En novembre de la même année (2010), les membres de l'Alliance des jeunes entrepreneurs du G20 se sont réunis à Séoul, élaborant et signant une charte dans laquelle sont précisés "...les moyens d’encourager les pays membres du G20 à inclure l’entrepreneuriat dans l’ordre du jour et à échanger les pratiques exemplaires, en vue de contribuer à la création d’environnements qui soutiennent mieux l’entrepreneuriat dans le monde entier". C'est ainsi, par le biais d'un réseau mondial de jeunes porte-parole entrepreneurs, que ces requêtes s'adressent aux dirigeants des pays du G20.
L'édition 2020 s'est tenue en visio-conférence et n'a pas donné lieu à une rencontre physique des entrepreneurs sélectionnés des différents pays du G20.

## Mode opératoire
Chaque année, ce sont plus de 400 jeunes entrepreneurs, sélectionnés parmi les pays du G20, que regroupe cet organisme. Ceux-ci se rencontrent lors d’un sommet international à l'issue duquel est publié un communiqué invitant les gouvernements des 20 pays concernés à favoriser "...l’entrepreneuriat, à titre de moteur de la croissance économique, de l’innovation et du changement social." Tout au long de l'année, l'organisme mettra en œuvre les moyens à sa disposition de telle sorte que ses recommandations puissent faire l’objet d’une vaste diffusion dans les pays respectifs de ses membres.

## Liste des sommets
- 2009 - Stresa, Italie
- 2010 - Toronto, Canada
- 2011 - Nice, France
- 2012 - Los Cabos, Mexique
- 2013 - Moscou, Russie
- 2014 - Sydney, Australie
- 2015 - Istanbul, Turquie
- 2016 - Beijing, Chine
- 2017 - Berlin, Allemagne
- 2018 - Buenos Aires, Argentine
- 2019 - Fukuoka, Japon
- 2020 - Arabie Saoudite (en visio-conférence)
- 2021 - Milan, Italie